# Samwel Masai
Samwel Chebolei Masai (20 marzo 2001) è un mezzofondista keniota.

## Palmarès
| Anno | Manifestazione    | Sede     | Evento         | Risultato | Prestazione | Note  |
| ---- | ----------------- | -------- | -------------- | --------- | ----------- | ----- |
| 2019 | Mondiali di cross | Aarhus   | Corsa U20      | 8º        | 24'19"      |       |
| 2019 | Mondiali di cross | Aarhus   | A squadre      | Bronzo    | 34 p.       |       |
| 2021 | Giochi olimpici   | Tokyo    | 5000 m piani   | Batteria  | dns         | [ 1 ] |
| 2024 | Mondiali di cross | Belgrado | Corsa seniores | 5º        | 28'18"      |       |
| 2024 | Mondiali di cross | Belgrado | A squadre      | Oro       | 19 p.       |       |

## Campionati nazionali
2019
- Oro ai campionati kenioti juniores di corsa campestre[2]

2022
- Oro ai campionati kenioti, 5000 m piani - 13'38"27
- Oro ai campionati kenioti di corsa campestre - 29'29"

2024
- Argento ai campionati kenioti di corsa campestre - 28'39"

## Altre competizioni internazionali
2022
- Oro all'Agnes Tirop Cross Country Classic ( Eldoret) - 29'46"

2024
- 4º alla Xiamen Diamond League ( Xiamen), 5000 m piani - 13'00"69
- 5º allo Shanghai Golden Grand Prix ( Suzhou), 5000 m piani - 13'04"00

2025
- 10º al Prefontaine Classic ( Eugene), 10000 m piani - 27'07"65